# Даг Коуї
Даг Коуї (англ. Doug Cowie, 1 травня 1926, Абердин — 27 листопада 2021) — шотландський футболіст, що грав на позиції захисника. По завершенні ігрової кар'єри — тренер.
Виступав за клуби «Данді» та «Грінок Мортон», а також національну збірну Шотландії.

## Клубна кар'єра
У дорослому футболі дебютував 1945 року виступами за команду клубу «Данді», в якій провів шістнадцять сезонів, взявши участь у 341 матчі чемпіонату. Більшість часу, проведеного у складі «Данді», був основним гравцем захисту команди.
1961 року 35-річний ветеран перейшов до клубу «Грінок Мортон», за який відіграв ще 2 сезони. Граючи у складі цієї команди здебільшого виходив на поле в основному складі. Завершив професійну кар'єру футболіста виступами за команду «Грінок Мортон» у 1963 році.

## Виступи за збірну
1953 року дебютував в офіційних матчах у складі національної збірної Шотландії. Протягом кар'єри у національній команді, яка тривала 6 років, провів у формі головної команди країни 20 матчів.
У складі збірної був учасником чемпіонату світу 1954 року у Швейцарії, чемпіонату світу 1958 року у Швеції.

## Кар'єра тренера
Розпочав тренерську кар'єру відразу ж по завершенні кар'єри гравця, 1963 року, очоливши тренерський штаб клубу «Рейт Роверс», в якому пропрацював протягом сезону. Згодом працював на тренерських і адміністративних посадах в рідному «Данді».